# Mulokot
Mulokot is een Surinaamse organisatie in Kawemhakan die de inheemse Surinamers van het volk Wayana vertegenwoordigt. De rechtsvorm is een stichting. De organisatie werd op 13 april 2018 opgericht door hoofdkapitein Ipomadi Pelenapin en Jupta Itoewaki. Zij is ook de voorzitter.
Mulokot vertegenwoordigt bij overlappende zaken ook inheemsen uit de twee andere landen. Daarnaast onderneemt het andere activiteiten zoals het doen van onderzoek en het verstrekken van informatie via het internet. Sinds 2019 is Mulokot door de VN formeel erkent als Inheemse organisatie. 

## Achtergrond
De vereniging is genoemd naar Mulokot een mytisch wezen uit de verhalen van de Wayana Inheemsen. De Mulokot is een watergeest in het stroomgebied van de Marowijne, een van de sterkste mythische wezens, die de rivier beschermt en ervoor zorgt dat er voldoende vis beschikbaar is. De verhalen vertellen dat als mensen hem lastigvielen het genadeloos toesloeg. Bij de zuidelijke Wayana van de Paru en de Jari in het stroomgebied van de Amazone is een ander mythisch wezen Kawahena actief.
De Wayana-inheemsen wonen in het noordelijke deel van het Amazonegebied. Ongeveer 700 van de circa 2500 Wayana's wonen in de dorpen  Apetina en Palumeu aan de Tapanahonyrivier en Kawemhakan aan de Lawarivier in Suriname. Verder zijn ze verspreid over Brazilië en Frans-Guyana. 

## Vertegenwoordiging
In april 2019 organiseerde ze verschillende  krutu's (vergadering) van vijf dagen in Kawemhakan met het doel om een gemeenschappelijke visie voor de Wayana-gemeenschappen te ontwikkelen. De krutu was uitzonderlijk omdat die in het geheel in het Wayana werd gevoerd en niet in het Nederlands wat door de vertalingen veel tijd in beslag nam.
Onder de Wayana-bevolking is de situatie voor veel inwoners uitzichtloos en tijdens de eerste krutu kwam er tot twee keer toe een bericht van een zelfmoord op het Franse grondgebied. Mulokot startte hierop een onderzoek naar sociale ontwrichting in het Wayanagebied. Eind 2020 keurde het bestuur van Mulokot de Wayana Engagement Strategy vast, waarin regels zijn opgesteld waaraan buitenstaanders moeten voldoen.

## Andere activiteiten
In 2020, tijdens de coronacrisis in Suriname, vloog Mulokot voeding en medische benodigdheden in naar alle Wayana dorpen, om te voorkomen dat inwoners de grens zouden oversteken om inkopen te doen onder andere in Maripasoula.
Mulokot heeft verschillende initiatieven ondernomen om de woonsituatie voor de Wayana-inheemsen te verbeteren, zoals de bouw van een privéschool, een eigen watervoorziening en de aanleg van een eigen fishfarm, omdat de vissen in de rivieren giftig kwik bevatten uit de goudwinning in de buurt. Begin 2022 nam Mulokot het initiatief tot de bouw van boten die varen op zonne-energie. Het model is geïnspireerd op boten van de Achuar-inheemsen in Ecuador, die Mulokot meehielpen in de ontwikkeling ervan in Kawemhakan.
Mulokot maakte van 2020 tot 2024 verschillende expedities om de Oelemari volledig in kaart te brengen, inclusief historische  nederzettingen, waterstanden en jacht- en heilige gebieden.